# Erytrea na Zimowych Igrzyskach Olimpijskich Młodzieży 2012
Erytreę na Zimowych Igrzyskach Olimpijskich Młodzieży 2012, które odbywały się w Innsbrucku, reprezentował 1 zawodnik.

## Skład reprezentacji Erytrei

### Narciarstwo alpejskie
Chłopcy
| Zawodnik      | Konkurencja     | Wyniki       | Wyniki       | Wyniki       | Wyniki       |
| Zawodnik      | Konkurencja     | Runda 1      | Runda 2      | Razem        | Miejsce      |
| ------------- | --------------- | ------------ | ------------ | ------------ | ------------ |
| Shannon Abeda | Slalom          | 46.14        | Nie ukończył | Nie ukończył | Nie ukończył |
| Shannon Abeda | Slalom gigant   | Nie ukończył | Nie ukończył | Nie ukończył | Nie ukończył |
| Shannon Abeda | Supergigant     |              |              | Nie ukończył | Nie ukończył |
| Shannon Abeda | Superkombinacja | Nie ukończył | Nie ukończył | Nie ukończył | Nie ukończył |